# Rino Nanni
Rino Nanni (Vergato, 5 maggio 1928 – 15 febbraio 2001) è stato un politico italiano, eletto nella III legislatura  alla Camera dei deputati.